# Jan Jansz. Starter
Jan Janszoon Starter, né à Amsterdam ou à Londres en 1593-1594 et mort en Hongrie en septembre 1626, est un poète des Pays-Bas septentrionaux.

## Biographie
Son nom de famille originel serait Startut.  Il se peut que ses parents soient un certain John Startut, tisserand de profession, et Alice Robynson, qui s'étaient mariés le 18 novembre 1592 et qui habitaient le quartier de l'église Saint-Bride de Londres.  L'année de naissance de Jan Jansz. peut être calculée sur la base de l'âge figurant dans un recueil, c'est-à-dire 27 ans en 1621.  En 1623, son frère Frans se maria avec une femme de Vianen.  Ses parents étaient sans doute des Anglais, immigrés à Amsterdam vers 1592 en raison des persécutions religieuses infligées aux brownistes, une secte à laquelle ils peuvent avoir appartenu.  Après la mort de ses parents, Starter grandit dans un milieu réformé où il lui fut donné une éducation exemplaire.  En 1612, il était éditeur à Amsterdam, ville où il rejoignit, la même année, la chambre de rhétorique De Eglantier (L'Églantine).  En 1614, il s'installa à Leyde comme libraire et éditeur, entre autres de quelques livres latins, en vente dans sa librairie In de Engelsche Bijbel (À la Bible anglaise).  C'est dans cette ville qu'il épousa Nieske Heynisdochter.  Chez lui, Drusius, professeur de langues orientales, Bouricius, un juriste, et Winsemius, l'historien, publiaient des livres, tandis que des graveurs frisons comme Geilkercken et Feddes lui confiaient l'impression de leurs estampes.  En 1614, il entama la composition d'un poème sous forme de chanson à la louange de la Frise : Nieu Liedeken tot lof van Friesland.  En 1615 et en 1616, il visita la Foire du livre de Francfort.
À Leeuwarden, il fonda, sans doute en 1618, la chambre de rhétorique Och mocht het rysen! (Ô ! si seulement cela pouvait croître).  Plusieurs de ses pièces furent jouées dans cette chambre, mais après avoir rencontré l'opposition du côté religieux, cette société littéraire et dramatique dut mettre fin à ses activités sur l'ordre du vroedschap de Leeuwarden le 8 janvier 1619 ; surtout le ministre Bogerman, président du Synode de Dordrecht, s'opposa à lui. La maison d'édition périt également.  La composition de poèmes nuptiaux pour les jeunes mariés fortunés de Frise devint par la suite une source de revenu.
Le 31 mai 1620 mourut le stathouder de Frise, Guillaume Louis de Nassau-Dillenburg, jadis glorifié par Starter dans quelques poèmes, ce qui nous mène à penser qu'il avait été son protecteur ; le poète, abandonnant la lutte, se fit inscrire comme étudiant à Franeker le 22 juin 1620.  Après y avoir fait ses études de droit pendant une courte période, il se rendit à Amsterdam pour entamer des pourparlers avec l'éditeur Voscuyl ; il décida d'y rester.  En son absence, ses biens demeurés sur place, à Leeuwarden, furent vendus par ordre de la justice pour couvrir ses dettes.  En 1621, la pièce dramatique Daraïde fut montée à l'Academie et le Friesche Lust-hof (Jardin de plaisance frison) parut.  Scriverius, Rodenburg et 23 autres s'exprimèrent élogieusement sur ce recueil.  La même année, 21 amateurs de la poésie néerlandaise (« lyefhebbers van de Nederduytsche poesy »), marchands d'Amsterdam, décidèrent de lui apporter un soutien financier dans le but de stimuler ses activités poétiques et pour le lier à Amsterdam : pour composer des chansons et des poèmes, il reçut 12 florins Carolus pour honoraires.  Entretemps, sa famille abandonnée à Franeker y vivait dans des circonstances difficiles.  En 1622, Starter publia une édition augmentée du Lust-hof, et, à la demande de l'éditeur Cornelis Lodewijcksz. van der Plasse, il compléta Angeniet, pièce laissée inachevée par Bredero et représentée en 1623.  La même année, à l'occasion de la libération de Berg-op-Zoom, il composa des éloges en l'honneur de Frédéric-Henri d'Orange-Nassau, des tireurs d'Amsterdam et du prince Guillaume.  De 1624 date le Steek-boekjen.  Dans un poème, il chante la louange du poète Jacob Westerbaen.  En 1625, il devint l'historien du comte Ernst von Mansfeld et plus tard aussi « courantier », fournissant des nouvelles de la guerre à Broer Jansz.  En 1626, Starter demeurait dans la maison de Mansfeld, Lauwenburch (sur l'Elbe, au-dessus de Hambourg). Il s'y occupa d'écrire De XII boecken Mansveldiados (Les Douze Livres de Mansfeld), où sont glorifiés les actes héroïques du chef d'arme.  Commissaire des étrangers (Commissary over the Strangers), il meurt « en marchant » lors de la campagne de Mansfeld en Hongrie.

## Œuvres

### Sur les œuvres

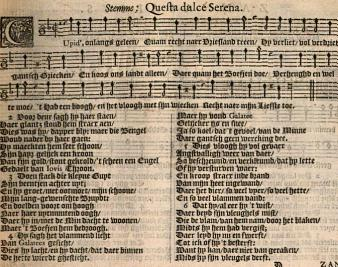
Chanson de Jan Jansz. Starter, publiée dans son Friesche Lust-hof en 1621 (ici, tirée de l'édition de 1627), sur l'air de Questa dolce Sirena, de Giovanni Giacomo Gastoldi.

Starter commence sa carrière de poète avec la chanson Klachte van Cupido (Plainte de Cupidon), publiée dans l'anthologie Apollo of Ghesangh der Musen (Apollon ou le Chant des muses), de 1615.  Son principal ouvrage, auquel il doit sa renommée, le Friesche Lust-hof (Jardin de plaisance frison) de 1621, au contenu souvent conventionnel, comprend surtout des chansons d'amour, des poèmes nuptiaux et des chansons à boire.  L'ouvrage tire sa notoriété surtout de quelques-unes des plaisanteries (boertigheden), incluses séparément, dont la plus célèbre est la chanson très animée Amours mennonites (Menniste vryagie), adaptée d'un texte anglais, mais peut-être inspirée de son expérience personnelle avec une « sœur » mennonite hypocritement pieuse.  Le grand mérite de Starter est qu'il a inventé d'aussi bonnes paroles à chanter sur des mélodies de tubes de l'époque : par ce recueil, Starter s'avère non seulement un poète musical, doté d'une intuition délicate des relations entre langage et musique ; aussi possédait-il une bonne oreille pour la musique nouvelle et pour les airs accrocheurs, en particulier ceux provenant d'Angleterre ; il est le premier aux Pays-Bas à en emprunter pour ses contrafacta. Ces airs nouveaux, introduits par Starter dans son Lust-hof et jouissant d'une grande popularité tout au long du XVIIe siècle, sont notés par le compositeur Jacques Vredeman.  Le recueil est illustré de gravures sur cuivre de Jan van de Velde le Jeune ; le plus souvent, les éditions ultérieures étaient moins luxueuses afin de rendre l'acquisition d'un tel recueil plus accessible à des amateurs aux revenus modestes.  En outre, le recueil contient une pastorale frisonne et une chanson à boire soldatesque dont une strophe est conçue dans cette langue.

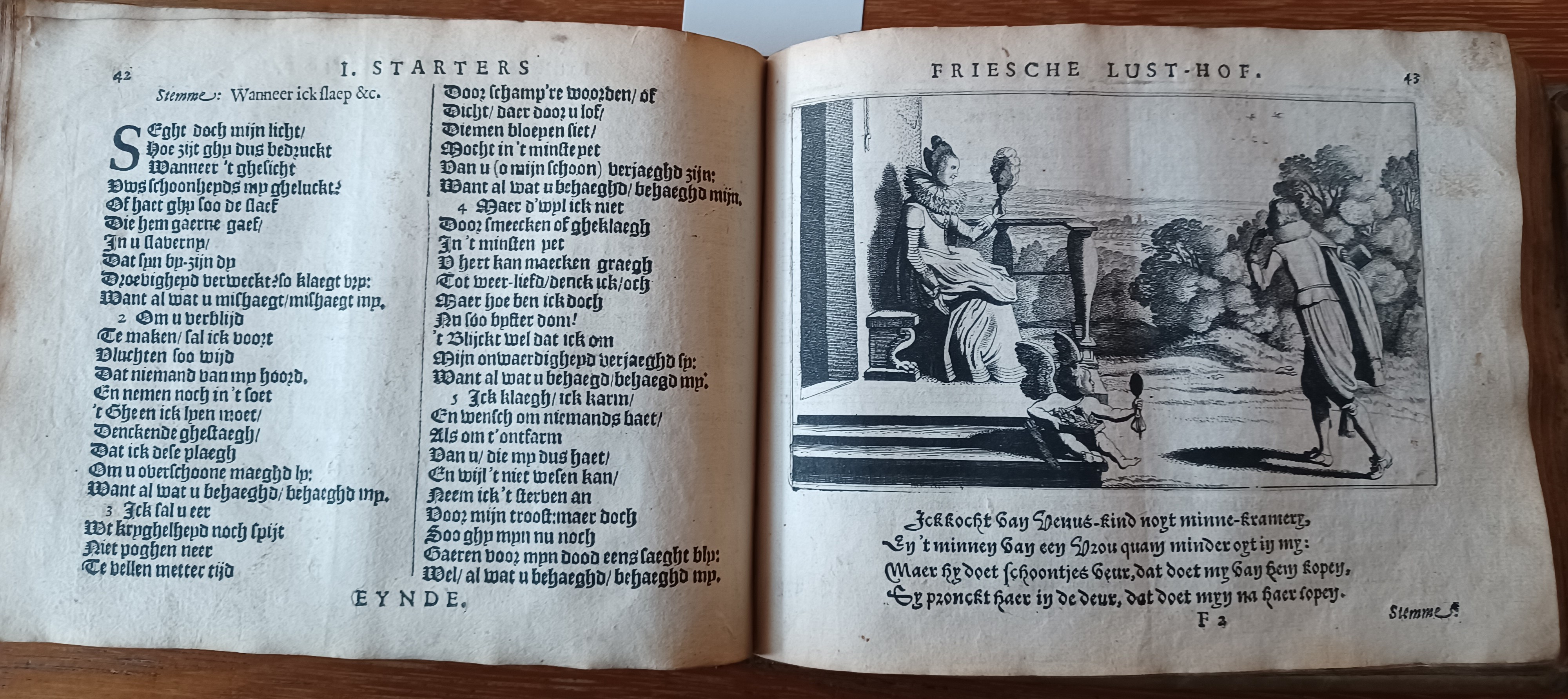
Double page extraite du Friesche Lusthof de Jan Jansz Starter paru en 1621

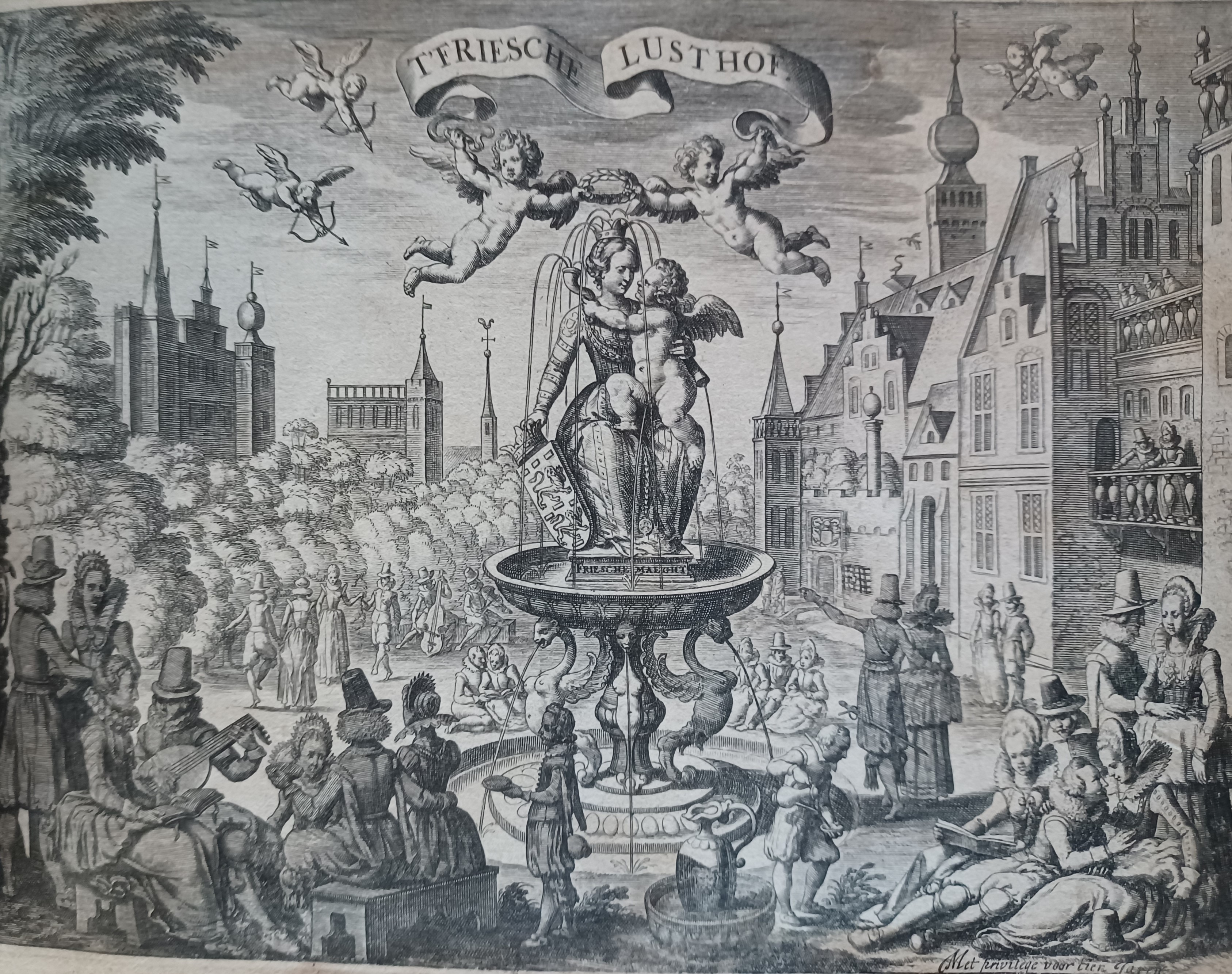
Première page du Friesche Lusthof de Jan Jansz Starter paru en 1621

Pour la chambre de rhétorique de Leeuwarden, Starter a écrit deux tragi-comédies.  Timbre de Cardone, de 1618, est une pièce tirée d'une nouvelle de Bandello, qui a également inspiré Much Ado About Nothing de Shakespeare.  L'entracte de cette pièce est Een vermaecklijck sotte-clucht van een advocaet ende een boer op 't plat Friesch (Une farce amusante d'un avocat et d'un paysan en dialecte frison).
La farce grossière Klucht van Ian Soetekauw, écrite en dialecte d'Amsterdam, figure comme intermède dans Daraide, une pièce dramatique représentée à la Nederduytsche Academie en septembre 1618 et en février 1621.  C'est surtout cette farce burlesque qui a connu un succès retentissant puisqu'elle a été imprimée séparément pas moins de 33 fois.  Het Kluchtigh Tafel-Spel van Melis Tyssen (Le Jeu de table burlesque de Melis Tyssen) comprend neuf chansons entrelacées.
Si Timbre est le drame de la vertu récompensée, Daraide, pièce composée d'après des passages du roman Amadis de Gaule, est le drame de la vengeance effrénée.  La première pièce a des fins moralisatrices ; la seconde, par contre, a dû être perçue comme le summum de l'immoralité par les calvinistes français.

### Liste d'œuvres
- (nl) Daraide (1618)
- (nl) Nieuw-iaar lieden : Wthegheven by de Nederduytsche Academi (1618)
- (nl) Timbre de Cardone (1618)
- (nl) Friesche Lust-hof (1621)

## Notoriété
Starter était sans doute un pieux orthodoxe, comme en témoigne l'un de ses poèmes dans un recueil de chansons de Nouvel An, Nieuw-iaar lieden, publié par la Nederduytsche Academie en 1618.  Le poème date peut-être d'avant 1614 et est non inclus sous cette forme dans le Friesche Lust-hof.
Plus tard, dans les apparences, il professa une foi conventionnelle pour aboutir à un indifférentisme religieux teinté d'humanisme.  En tant que poète, affranchi de la société ordonnée, qui avait rejoint une armée de mercenaires, les parias de l'époque, il menait une vie de bohème avant la lettre.
Étant donné le grand nombre de réimpressions, ainsi que les nombreuses références aux mélodies employées, sa poésie dut initialement connaître un succès retentissant, mais, dans la seconde moitié du XVIIe siècle, sa position, autrefois forte, faiblissait, surtout lorsqu'en 1647, un éditeur des Stichtelijke rijmen (Rimes édifiantes) de Dirck Rafaelszoon Camphuysen inclut dans la poésie de ce dernier, tout en se couvrant de l'autorité spirituelle de l'auteur, une plainte imaginaire du défunt Starter sur son recueil frivole et indécent : Klachte van Ian Iansen Starter als uyt het graf ghedaen, over syn dertel en ontuchtigh Liedt-boeck,.  Cette plainte devait être chantée sur la même mélodie que celle de la chanson Menniste vryagie de Starter, et il se peut que l'éditeur Jacob Colom ait voulu réagir à l'image négative des mennonites propagée par Starter dans sa chanson.  En 1658 fut révélé que cette satire acerbe avait été écrite par Chr. van Langerack, mais le poème est conservé dans les nombreuses réimpressions du recueil de Camphuysen.  Ce verdict accablant sous forme de poème, jadis attribué à Camphuysen, apparut encore au XIXe siècle, en 1808, dans un roman d'Adriaan Loosjes, Het leven van Maurits Lijnslager (La Vie de Maurits Lijnslager).  Ce ne fut qu'après la publication d'un florilège tiré du Friesche Lust-hof par Wopke Eekhoff en 1862 et de l'édition complète par Van Vloten en 1864 que vint un changement pour le mieux dans l'appréciation de ce poète indéniablement doué,.

## Ressources

### Sources
- (nl) BUITENDIJK, Willem Jan Cornelis, et Sietske S. HOOGERHUIS.  « Starter, Jan Janszoon », De Nederlandse en Vlaamse auteurs van middeleeuwen tot heden met inbegrip van de Friese auteurs (réd. Gerrit Jan VAN BORK et Pieter Jozias VERKRUIJSSE), Weesp, De Haan, 1985, p. 543-544.
- (fy) DYKSTRA, Klaes, et Bouke OLDENHOF.  « Lyts hânboek fan de Fryske literatuer » 2e impr. augmentée, Ljouwert, Afûk, 1997  (ISBN 978-90-7001-052-2), p. 20.
- (en) FRIJHOFF, Willem, et Marijke SPIES.  « The sister arts », Dutch Culture in a European Perspective: 1650, hard-won unity, Assen, Van Gorcum, 2004  (ISBN 90-232-3963-6), p. 467.
- (nl) PRINSEN.  « Starter, Jan Janszoon », Nieuw Nederlandsch biografisch woordenboek, 8e partie (réd. Philipp Christiaan MOLHUYSEN et Petrus Johannes BLOK), Leyde, A.W. Sijthoff, 1930, p. 1286-1289.
- (nl) LAAN (ter), Kornelis.  « Jan Jansz. Starter  », Letterkundig woordenboek voor Noord en Zuid, 2e impr., La Haye/Jakarta, G.B. van Goor Zonen's Uitgeversmaatschappij, 1952, p. 505-506.
- (nl) VELDHORST, Natascha Henrice Hardy.  Zingend door het leven: het Nederlandse liedboek in de Gouden Eeuw, Amsterdam, Amsterdam University Press, 2009  (ISBN 978-90-8964-146-5), p. 28-29.